# Сент-Вінсент і Гренадини на літніх Олімпійських іграх 2020
Сент-Вінсент і Гренадини на літніх Олімпійських іграх 2020 представляли три спортсмени у двох видах спорту.

## Спортсмени
| Вид спорту     | Чоловіки | Жінки | Загалом |
| -------------- | -------- | ----- | ------- |
| Легка атлетика | 0        | 1     | 1       |
| Плавання       | 1        | 1     | 2       |
| Загалом        | 1        | 2     | 3       |